# Ниблого (Сондрио)
Ниблого је насеље у Италији у округу Сондрио, региону Ломбардија.
Према процени из 2011. у насељу је живело 119 становника. Насеље се налази на надморској висини од 1586 м.